# Таурени (Warcraft)
Таурените са една от расите населяващи измисления свят, в който се развива действието от поредицата Warcraft, създадена от компанията Blizzard Entertainment.
В света на Warcraft те са съюзници на орките, троловете и немъртвите. Тяхна столица е Thunder Bluff, намираща се близо до Ордската територия The Barrens. Таурените са силни и добри войни, но и отлични друиди. Те лесно овладяват силата на природата и трансформацията си в други животни. Те обичат природата и затова владеят толкова добри друиди.